# Bodik
Das Bodik ist ein Schwert aus Java.

## Beschreibung
Das Bodik hat eine leicht gebogene, einschneidige Klinge. Die Klinge wird vom Heft zum Ort breiter und ist im Ortbereich bauchig. Der Klingenrücken ist konvex gebogen. Das Heft besteht aus Holz oder Horn. Es ist leicht gebogen und hat kein Parier. Das Bodik wird von Ethnien aus Java benutzt.